# Координаційна група по боротьбі з тероризмом
Координаційна група по боротьбі з тероризмом (фр. Unité de coordination de la lutte anti-terroriste, UCLAT) — спецслужба Франції, що забезпечує координацію всіх служб, що беруть участь у боротьбі з тероризмом.
Створена 8 жовтня 1984 року, до її складу входять представники Національної поліції Франції та жандармерії. UCLAT останнім часом очолює дивізійний комісар Луї Гарньє. UCLAT тісно співпрацює з Центральною дирекцією внутрішньої розвідки, Генеральним директоратом зовнішньої безпеки, національною жандармерією та митною службою. 
UCLAT організує обмін інформацією між оперативними підрозділами всіх органів влади, цивільними та військовими службами, які беруть участь у боротьбі з тероризмом, включаючи судову поліцію та тюремні адміністрації. 
UCLAT звітує безпосередньо перед Генеральним директором Національної поліції Франції. 
Штат UCLAT налічує близько 80 співробітників.
З 2007 року, UCLAT оброблює від 300 до 400 телефонних дзвінків щотижня.